# McCallsburg
McCallsburg est une ville, du comté de Story  en Iowa, aux États-Unis. Elle est incorporée le 25 février 1901.

## Source de la traduction
- (en) Cet article est partiellement ou en totalité issu de l’article de Wikipédia en anglais intitulé « McCallsburg, Iowa » (voir la liste des auteurs).